# 러시아 파시스트당
러시아 파시스트당(러시아어: Российская фашистская партия 로시스카야 파시스츠카야 파르티야[*])는 1930년대부터 1940년대까지 실존한 만주국의 백계 러시아인 운동이다.

## 역사
파시즘은 어뤄쓰족들이 거주하는 만주에 존재했고 이의 전신인 러시아 파시스트 기구와 그 외 단체들은 이에 대한 교리를 촉진시켜왔다. 그러나 러시아 내전에서 백군이 패배하자 백군 지도자들은 신빙성을 잃기 시작했고 이탈리아 파시즘의 대두로 러시아 이민자들은 공산주의에 대항하기 위한 목적으로 파시즘을 추구하기 시작했다. 백계 러시아인들 사이의 파시스트 운동은 전 세계적이었으나 그 지지자들 대부분은 만주와 미국 거주자였다. 1900년부터 1905년까지 러시아 제국이 만주를 침략했을 때 많은 러시아인들이 만주에 정착하기 시작했고 일부 러시아인들도 붉은 군대를 피해 도망을 가면서 그 수는 늘기 시작했다. 블라디미르 드미트리비치 코즈민 소장의 대표 직속으로 RFP의 기반을 닦는 등 다양한 백계단체의 비밀 협약도 이루어졌으며 콘스탄틴 로자옙스키는 1931년 5월 26일 당 중앙위원회 사무총장이 되어 당의 실질적인 지도자가 되었다. "신, 국가, 노동"이라는 표어를 내세웠고 국가(러시아어: нация 나치야[*])라는 신문을 발행하게 되었고, 국내외 갈등에 직면한 볼셰비키 지도자들의 불안정한 처지를 되살리기 위해 이탈리아 파시즘을 내세웠다. 만주사변이 일어나자 RFP는 관동군과 긴밀한 관계를 맺었고 일본을 강력하게 지지했는데 이는 1945년까지 이어지게 된다.
망명 기간 동안 미국에서는 유사 단체들과 긴밀한 관계를 맺기도 했다. 1934년 3월 24일 RFP와 본야츠키의 지지자들은 좀 더 보수적인 러시아인들을 수용하기 위한 로자옙스키의 주장과 본야츠키가 거부했던 반유대주의를 놓고 충돌하였으며 도쿄에서의 합병에 동의한 상태였다. 로자옙스키의 추종자들은 1932년부터 독일어에서 러시아어까지 다양한 뵐키쉬 소책자를 번역해왔으며 나치 독일의 수립에 우호적이었다. 로자옙스키의 불편한 점은 관동군이 그에게 만약 소련과의 전쟁이 일어나면 만주에 있는 모든 러시아 이민자들은 아타만인 그리고리 세묘노프의 지휘를 받게 된다는 사실을 인정하라고 강요했다는 것이다. 이로 인해 세묘노프는 러시아 내전에서 패한 무능한 장군으로, 불미스러운 인물이라고 주장하던 본야츠키와는 조직범죄에 연루되어 만주에서 잘 알려지면서 긴장감을 자아낸다. 본야츠키는 "러시아 해방"은 러시아인 자신만이 이룰 수 있다고 주장했고 외세와는 협력하는 것을 반대하기도 했다.